# Молва (газета, 1831—1836)
Молва́ — русская литературная газета, приложение к журналу «Телескоп».

## История
Основана в 1831 году Н. И. Надеждиным в качестве иллюстрированного журнала мод и новостей.
В 1832 году преобразована в газету и литературное приложение к журналу «Телескоп», выпускавшегося в Москве тем же издателем. В 1831 и 1834 годах выходила еженедельно, в 1832 году — по два раза в неделю, в 1833 и 1835 гг. — по три раза в неделю.
Газета печатала художественную прозу, стихи, фельетоны, критические статьи и театральные обзоры. Отстаивала позиции реализма в искусстве.
Главным сотрудником газеты был Виссарион Белинский. В 1834 году здесь были опубликованы его «Литературные мечтания», в 1835 году Белинский выступил в качестве редактора газеты (номера с 24 по 49).
Была запрещена правительством одновременно с «Телескопом» в 1836 году. Издатель и редактор Надеждин был сослан в Усть-Сысольск.